# Irwin Mark Jacobs
Irwin Mark Jacobs (New Bedford, Massachusetts, 18 de outubro de 1933) é um engenheiro elétrico, co-fundador e ex-dirigente da Qualcomm, presidente do conselho de curadores do Jonas Salk Institute.

## Prêmios e honrarias
Por seu desenvolvimento do CDMA recebeu a Medalha Nacional de Tecnologia e Inovação de 1994.
Em 2011 recebeu o Prêmio Marconi, juntamente com Jack Wolf.
Em agosto de 2013 recebeu a Medalha de Honra IEEE do Instituto de Engenheiros Eletricistas e Eletrônicos (IEEE).